# Gymnoscelis refusaria
Gymnoscelis refusaria là một loài bướm đêm trong họ Geometridae.